# Veronika Trisko
Veronika Trisko (* 1981 in Wien) ist eine österreichische Pianistin und eine der Interpretinnen des Klavierduos Gröbner & Trisko.

## Leben
Im Alter von fünf Jahren erhielt sie ihren ersten Klavier- und Kompositionsunterricht bei Yamaha Europa in Wien und Deutschland. Bereits in jungen Jahren war sie bei Konzerten in verschiedenen Städten in Deutschland sowie in Budapest, Mailand und Budweis, u. a. auch mit Eigenkompositionen zu hören. Von 1993 bis 2001 absolvierte sie den Vorbereitungslehrgang Klavier an der Wiener Musikuniversität bei Alma Sauer. Seit 2001 studiert sie ebendort Konzertfach Klavier bei Christoph Berner und Martin Hughes. Zusätzlich absolvierte sie gemeinsam mit ihrer Klavierduo-Partnerin Johanna Gröbner das Konzertfach Klavierkammermusik am Konservatorium-Privatuniversität der Stadt Wien bei Claus-Christian Schuster (Altenbergtrio Wien), welches sie 2005 mit einstimmiger Auszeichnung abschloss. Veronika Trisko tritt mit Birgit Kolar (Violine), Christoph Wimmer (Solobassist der Wiener Philharmoniker) und Vahid Khadem-Missagh (Violine) auf.
Tourneen hatte Veronika Trisko in den USA, Mexiko, Kolumbien, Frankreich, Deutschland, Italien, Norwegen, Ungarn und Japan.

### Wichtige Stationen
- 1996: erster Klavierabend für zwei Klaviere mit Johanna Gröbner im Augustinussaal des Stiftes Klosterneuburg
- 1998: Konzerttournee durch Tschechien, gemeinsam mit Johanna Gröbner, unter anderem im Prager Rudolfinum
- 2000: „Tonart-Konzert“ auf Ö1 und Künstlerporträt in der Sendung „Intrada“
- 2003: Debüt im Wiener Konzerthaus gemeinsam mit Johanna Gröbner im Rahmen der Konzertreihe „Musica Juventutis“
- 2004: Solistin beim Mozart Klavierkonzert KV 482 in der Berliner Philharmonie mit dem Symphonie Orchester Berlin
- 2005: Mozart Konzert für 2 Klaviere im Radiokulturhaus mit dem Webern Symphonie Orchester der Wiener Musik Universität
- 2006: Debüt in der Carnegie Recital Hall in New York mit Johanna Gröbner
- 2006: und 2007 Mitwirkung beim Brahms-Festival in Mürzzuschlag als Klavierduo
- 2007: Gastspiel bei den „Europäischen Kulturtagen“ in Frankfurt am Main
- 2008: Konzerttournee durch Japan (Tokio Bunka Kaikan Konzerthaus und Philharmonie Nagano) gemeinsam mit Birgit Kolar, Violine
- 2009: Konzerttournee durch Kolumbien mit Birgit Kolar
- 2010: Solistin mit dem Orchestra Sinfonica della RAI

## Preise und Auszeichnungen

### Als Solistin
- 1. Preis beim Klavierwettbewerb des Internationalen Musikseminars – Wien 2006
- 3. Preis Jugend musiziert – Podium junger Künstler Leoben
- Finalistin von Gradus ad Parnassum und Gewinnerin des Bernreiter-Urtext-Preises – Feldkirch 2005
- Gewinnerin des Bösendorfer-Stipendiums – Wien 2003

### Klavierduo
- 1. Preis Preisträgerinnen Internationaler ARD-Wettbewerb München 2010
- 1. Preis IBLA Grand Prize Competition – Sizilien
- 1st Twenty Fingers Piano Duo Competition – Rom
- 1. Preis Internationales Kammermusikfestival Allegro Vivo
- 1. Preis Musica Juventutis – Wiener Konzerthaus
- 1. Preis Fidelio Wettbewerb des Konservatoriums der Stadt Wien
- 1. Preis Prima la musica

### Weitere Preise
- 2. Preis – Internationaler Rundfunkwettbewerb Concertino Praga
- 3. Preis – Concorso Internazionale Provincia di Caltanissetta
- Sonderpreis – Grieg-Wettbewerb in Oslo
- 1. Preis – Kuhlau-Wettbewerb in Uelzen/BRD in der Sparte Kammermusik gemeinsam mit Florian Aichinger (Flöte)